# Eleodoro Ébano Pereira
Eleodoro Ébano Pereira foi um sertanista brasileiro do século XVII.

## Biografia
Natural do Rio de Janeiro, filho ou descendente direto de Eleodoro Ébanos, em 19 de setembro de 1648 foi nomeado, por Duarte Correia Vasqueanes (Administrador Geral das Minas do Sul e Governador e Capitão-Mor do Rio de Janeiro), General da Armada das Canoas de Guerra de toda a costa e mar do sul. Já em Paranaguá, recebeu, por carta, o direito de administrar as minas de ouro e prata descobertas (e por descobrir) da região.
Iniciou a fundição e a quintagem de ouro na Vila de Paranaguá para remeter o ouro em pó ao governador do Rio de Janeiro.
Foi substituído por autoridades portuguesas no final da década de 1650 e estes reconheceram que as minas de Paranaguá não correspondiam às expectativas.
No período que esteve nesta região, desbravou a serra da mata atlântica e é considerado um dos fundadores da cidade de Curitiba, antiga Villa de Nossa Senhora da Luz dos Pinhais.
Ao biografado existem homenagens, como a Rua Ébano Pereira (no Centro de Curitiba) e uma instituição de ensino na cidade de Cascavel, entre outras.